# Agatoclea (reina)
Agatoclea Theotropos (Griego: Ἀγαθόκλεια Θεότροπος; el epíteto significa «la similar a una diosa») fue una reina indogriega que gobernó en partes del norte de la India como regente de su hijo Estratón I.

## Fechas y genealogía
El punto de vista tradicional, introducido por Tarn y defendido más tarde, en 1998 por Bopearachchi, es que Agatoclea era la viuda de Menandro I. En las guerras civiles después de la muerte de Menandro I, el imperio indogriego se dividió, manteniendo Agatoclea y su joven hijo Estratón los territorios orientales de Gandhara y Punyab.
La opinión moderna, sostenida por R. C. Sénior y probablemente más sólida por estar fundada en el análisis numismático, sugiere que Agatoclea fue una reina más tardía, quizás gobernando de 110 a. C.–100 a. C. o ligeramente más tarde. En este caso, Agatoclea probablemente pudo haber sido la viuda de otro rey, posiblemente Nicias o Teofilo. En cualquier caso, Agatoclea fue de las primeras mujeres en gobernar un reino helenístico, en el periodo que sigue al reinado de Alejandro Magno.
Algunos de sus súbditos pueden haber sido reticentes en aceptar un rey niño con una reina regente: a diferencia de los reinos seléucidas y ptolemaicos, casi todos los gobernantes indogriegos fueron descritos como hombres crecidos. Esto era probablemente, porque los reyes eran requeridos para mandar ejércitos, como puede verse en sus monedas, donde son a menudo descritos con cascos y lanzas. Agatoclea parece para haberse asociado con Atenea, la diosa de la guerra. Atenea era también la deidad dinástica de la familia de Menandro, y la posición prominente de Agatoclea sugiere que era hija de un rey, aunque fuera probablemente demasiado tarde para ser hija del rey bactriano Agatocles.
Murió en torno al año 100 a. C. y fue enterrada en una estupa.